# 청주시목련공원
청주시목련공원은 청주시 상당구에 위치한 화장장, 공동묘지, 장례식장, 봉안당이 모여있는 추모시설이다.

## 유명한 안장자
- 변희수[1]